# Teoría de la imprevisión
Se llama imprevisión contractual o teoría de la imprevisión a la relacionada con extinción o modificación judicial de las obligaciones de un contrato conmutativo de ejecución sucesiva o diferida, basada en el hecho de haberse modificado sustancialmente las condiciones bajo las cuales se contrajeron. Es similar, pero no idéntica, a la denominada Cláusula Hardship del derecho anglosajón.

## Fundamento
--La institución tiene su fundamento en la buena fe contractual, pues no se puede forzar al deudor a cumplir su obligación cuando han cambiado sustancialmente las condiciones en que el contrato se originó (por aplicación del principio Rebus sic stantibus"), condiciones que de existir al tiempo de celebración, no hubieran permitido el contrato o, en caso contrario, en condiciones radicalmente diferentes.
La imprevisión se basa en el hecho que las obligaciones establecidas en un contrato se entienden contraídas en virtud de ciertas condiciones prevalecientes al momento de su celebración (rebus sic stantibus). Precisamente, por distintas circunstancias imprevisibles para las partes al momento de perfeccionarse el contrato, la equivalencia de las prestaciones originales puede perderse, dejando a una de las partes en una grave desventaja frente a la otra. Su prestación se ha hecho de tal modo gravosa frente a la prestación de la otra parte que, con fundamento en la equidad, el juez puede determinar la extinción o modificación de su prestación.
También se ha fundamentado en el mantenimiento del necesario equilibrio entre las prestaciones a cargo de los contratantes, que se encuentra en la base de la concepción sinalagmática del contrato moderno.

## Procedencia
Se puede invocar la imprevisión en los contratos conmutativos y de tracto sucesivo o de ejecución diferida en el tiempo. Así por ejemplo, en el arrendamiento de cosas, de obras o servicios; en el mutuo de dinero; etc.
En el sistema jurídico argentino, se requiere, además, el carácter oneroso del contrato y que el deudor de la prestación afectada no haya actuado con culpa ni esté en estado de mora.
En cambio, no procederá en los contratos aleatorios si la excesiva onerosidad de la prestación que intenta impugnarse, proviene del riesgo propio del contrato (Vg. Contrato de seguro).
Tampoco es aplicable, en los contratos de ejecución continuada o de tracto sucesivo, respecto de los efectos ya cumplidos.

## Efectos
En términos generales, el instituto comentado faculta al deudor perjudicado para solicitar la extinción del vínculo contractual y, por ende, de las obligaciones nacidas a consecuencia del mismo. Sin embargo, en determinados casos, dicha extinción no alcanza a los efectos ya cumplidos del contrato.
Alternativamente, el deudor puede solicitar una modificación equitativa de las obligaciones emergentes del contrato afectado. La existencia o no de tal opción a favor del deudor depende de los sistemas jurídicos concretos.

## Recepción
La recepción de dicha teoría en los Códigos legales de tradición continental es variada, aunque en aumento. Entre los sistemas jurídicos que han legislado al respecto, se encuentran, entre otros:
- Código Civil del Estado de Aguascalientes, 1733, que casi desde su versión originaria se encuentra en esos términos.
- Código Civil del Estado de Chihuahua Última Reforma POE 2007.11.10/n.º 90
- Código Civil del Estado de México, artículo 7.35.
- Código Civil y Comercial de la Nación Argentina, art. 1091.
- Código Civil Boliviano, Art. 581 - 583 (Decreto ley 12760 1976)
- Código Civil Italiano, art. 1467
- Código Civil Portugués Archivado el 21 de agosto de 2006 en Wayback Machine., art. 437
- Código Civil de Perú, art. 1440 y s.
- Código Civil de Brasil, art. 478 y ss.
- Código Civil de Guatemala , art. 1330
- Código del Comercio de Colombia, art. 868
- Código Civil Francés, art. 1195.

En cambio, otros países de tradición continental, como España o Chile, no han legislado al respecto. En el caso español, la teoría de la imprevisión ha obtenido cierto reconocimiento jurisprudencial. En Francia, tradicionalmente fue rechazada por la jurisprudencia civil, pero fue recibida a partir de la reforma de derecho de las obligaciones del año 2016. En Chile, la jurisprudencia civil la rechaza.

## República Argentina
En la Argentina, la teoría de la imprevisión está receptada por el artículo 1091 del Código Civil y comercial:

Art. 1.091.Si en un contrato conmutativo de ejecución diferida o permanente, la prestación a cargo
de una de las partes se torna excesivamente onerosa, por una alteración extraordinaria
de las circunstancias existentes al tiempo de su celebración, sobrevenida por
causas ajenas a las partes y al riesgo asumido por la que es afectada, ésta tiene derecho
a plantear extrajudicialmente, o pedir ante un juez, por acción o como excepción, la
resolución total o parcial del contrato, o su adecuación. Igual regla se aplica al tercero
a quien le han sido conferidos derechos, o asignadas obligaciones, resultantes del contrato;
y al contrato aleatorio si la prestación se torna excesivamente onerosa por causas
extrañas a su área propia.
En los contratos de ejecución continuada la resolución no alcanzará a los efectos ya cumplidos.
No procederá la resolución, si el perjudicado hubiese obrado con culpa o estuviese en mora.

La otra parte podrá impedir la resolución ofreciendo mejorar equitativamente los efectos del contrato.

Esto se traduce en lo siguiente:
- El cumplimiento del contrato se debe tornar excesivamente oneroso, no necesariamente de cumplimiento imposible.
- La parte no afectada puede mejorar las condiciones del contrato para evitar la resolución.

Según la doctrina, la palabra "resolución" en el presente artículo está mal utilizada, pues implicaría la nulidad de los efectos retroactivos del contrato. Mientras que, la teoría de la imprevisión no tiene efecto retroactivo sobre lo cumplido.
Según la norma, no es aplicable la teoría de la imprevisión:
- Cuando el deudor se encuentra en mora desde antes que ocurra el suceso que torna oneroso el cumplimiento del contrato.
- Cuando las partes hayan renunciado expresa y anticipadamente a la Teoría de Imprevisión.